# Heteropogon manni
Heteropogon manni är en tvåvingeart som beskrevs av Friedrich Hermann Loew 1854. Heteropogon manni ingår i släktet Heteropogon och familjen rovflugor. Inga underarter finns listade i Catalogue of Life.